# Resolució 1114 del Consell de Seguretat de les Nacions Unides
La Resolució 1114 del Consell de Seguretat de les Nacions Unides fou adoptada el 19 de juny de 1997. Després de recordar la Resolució 1101 (1997) sobre la situació a Albània, el Consell va autoritzar una ampliació de les forces multinacionals al país per un període de més de 45 dies, començant el 28 de juny de 1997.
El Consell va apreciar la imparcialitat en què el mandat del Consell havia estat dut a terme per la força de protecció multinacional a Albània i per la seva col·laboració amb les autoritats albaneses. La força va ser autoritzada arran de la rebel·lió de 1997 a Albània causada per la fallida de l'esquema Ponzi. Es va observar que la violència encara continuava, i tenint en compte que s'havien de celebrar eleccions parlamentàries, era necessària una extensió limitada.
Es va condemnar tota la violència al país i es va instar a que cessés immediatament. Es va demanar als països que contribueixen a la força de protecció a sufragar el cost de l'operació i, en virtut del Capítol VII de la Carta de les Nacions Unides, van ser autoritzats a garantir la seguretat i llibertat de moviment de la força multinacional i monitors de l'Organització per a la Seguretat i la Cooperació a Europa (OSCE). Es va destacar la prestació de l'ajuda humanitària per mitjà de la cooperació amb el Govern d'Albània, l'OSCE, la Unió Europea, les Nacions Unides i les organitzacions internacionals. Finalment, els estats participants van haver de presentar informes periòdics sobre les seves operacions al Consell.
La resolució va ser aprovada per 14 vots a favor i cap en contra, amb una abstenció de la Xina, que s'oposava al que anomenava "interferència en els assumptes interns d'Albània" i s'havia oposat a la intervenció anterior autoritzada en la Resolució 1101. Tanmateix, atesa la sol·licitud d'assistència d'Albània, el Consell de Seguretat de les Nacions Unides no va vetar la resolució.